# Nguyễn Văn Hoàng (cầu thủ bóng đá)
Nguyễn Văn Hoàng (sinh ngày 17 tháng 2 năm 1995) là một cầu thủ bóng đá chuyên nghiệp người Việt Nam đang thi đấu ở vị trí thủ môn cho câu lạc bộ Hà Nội.
Trưởng thành từ Trung tâm đào tạo bóng đá trẻ Hà Nội, Nguyễn Văn Hoàng có trận đấu chuyên nghiệp đầu tiên trong màu áo câu lạc bộ Sài Gòn.

## Danh hiệu bóng đá

### Quốc tế
Giải vô địch U23 châu Á
- Huy chương bạc (1): 2018

M-150 Cup
- Hạng ba: 2017

Bóng đá tại Đại hội Thể thao châu Á
- Hạng tư: 2018